# Сакарени (Муреш)
Сакарени (рум. Săcăreni) насеље је у Румунији у округу Муреш у општини Ернеј. Oпштина се налази на надморској висини од 370 m.

## Становништво
Према подацима из 2002. године у насељу је живело 237 становника.

### Попис2002.
| Расподела становништва по националности 2002.‍ | Расподела становништва по националности 2002.‍ | Расподела становништва по националности 2002.‍ | Расподела становништва по националности 2002.‍ | Расподела становништва по националности 2002.‍ |
| --------------------------------------------- | --------------------------------------------- | --------------------------------------------- | --------------------------------------------- | --------------------------------------------- |
|                                               |                                               |                                               |                                               |                                               |
| Румуни                                        | Румуни                                        |                                               | 5                                             | 2,1%                                          |
| Мађари                                        | Мађари                                        |                                               | 212                                           | 89,5%                                         |
| Роми                                          | Роми                                          |                                               | 20                                            | 8,4%                                          |